# Lay Kay Kaw
Lay Kay Kaw, también conocida como Lay Kay Kaw Myothit, (en birmano: လေးကေ့ကော်မြို့သစ်) es una ciudad en el municipio de Myawaddy, estado de Kayin en el sureste de Myanmar. Nueve millas en el sur de Myawaddy, está cerca de la frontera con Tailandia.
En reconocimiento a las negociaciones del ejército birmano con la Unión Nacional Karen, la organización armada étnica más antigua del país, Lay Kay Kaw fue construida como una «ciudad de paz» en 2015.

## Historia

### 2015-2020
Con el apoyo de la Fundación Nippon, Lay Kay Kaw se construyó en 2015 como una cooperación entre el entonces ministro principal del estado de Kayin, Zaw Min, y el presidente de KNU, Saw Mutu Say Poe. Dividido en seis quarter, tiene una población de más de 3000 habitantes. A pesar de la administración del Gobierno del Estado de Kayin, la ciudad ha sido controlada de facto por la KNU durante seis años.

### Insurgencia antigolpista
La batalla de Lay Kay Kaw fue un conjunto de enfrentamientos bélicos entre el Ejército de Liberación Nacional Karen (KNLA) de la Unión Nacional Karen (KNU) y el Tatmadaw del Consejo Administrativo del Estado de Birmania por el control de la ciudad birmana de Lay Kay Kaw, en el estado de Kayin, iniciados el 15 de diciembre de 2021. La batalla se desarrolló en el transcurso de la ofensiva rebelde contra la junta militar, en el marco de la revolución birmana.